# Mengkofen

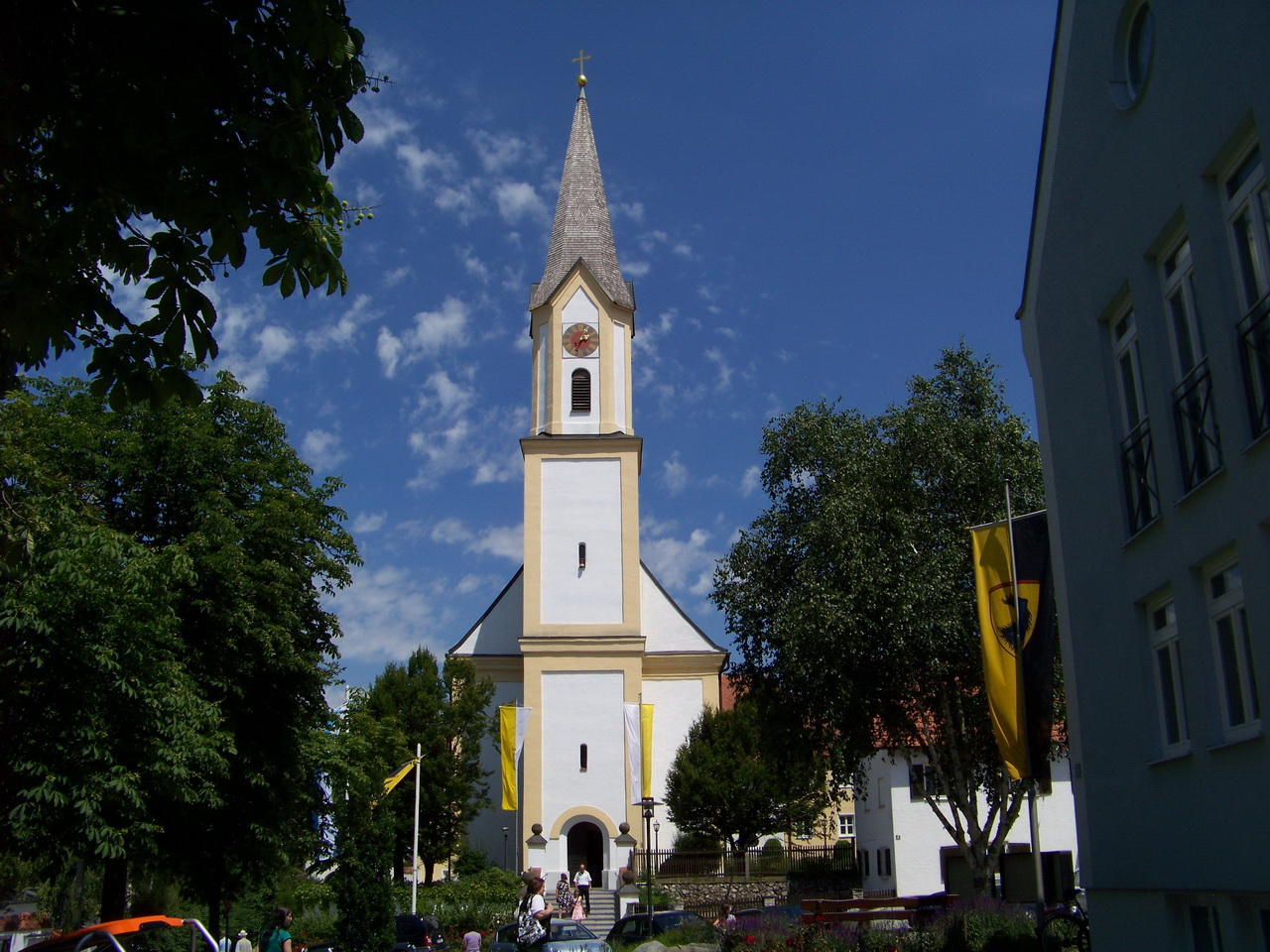
Kath. Pfarrkirche Mariä Verkündigung in Mengkofen

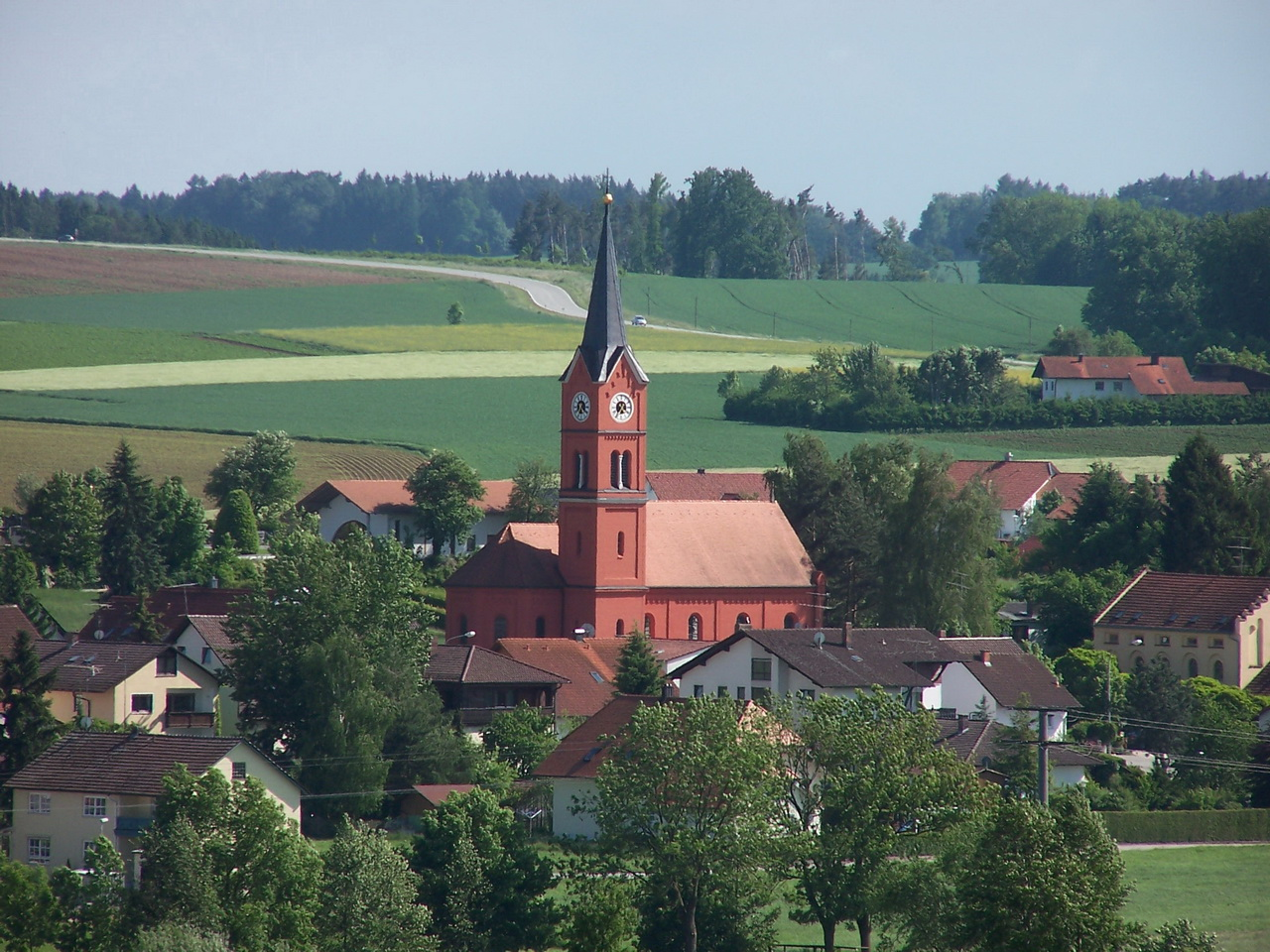
Kirche St. Georg in Weichshofen

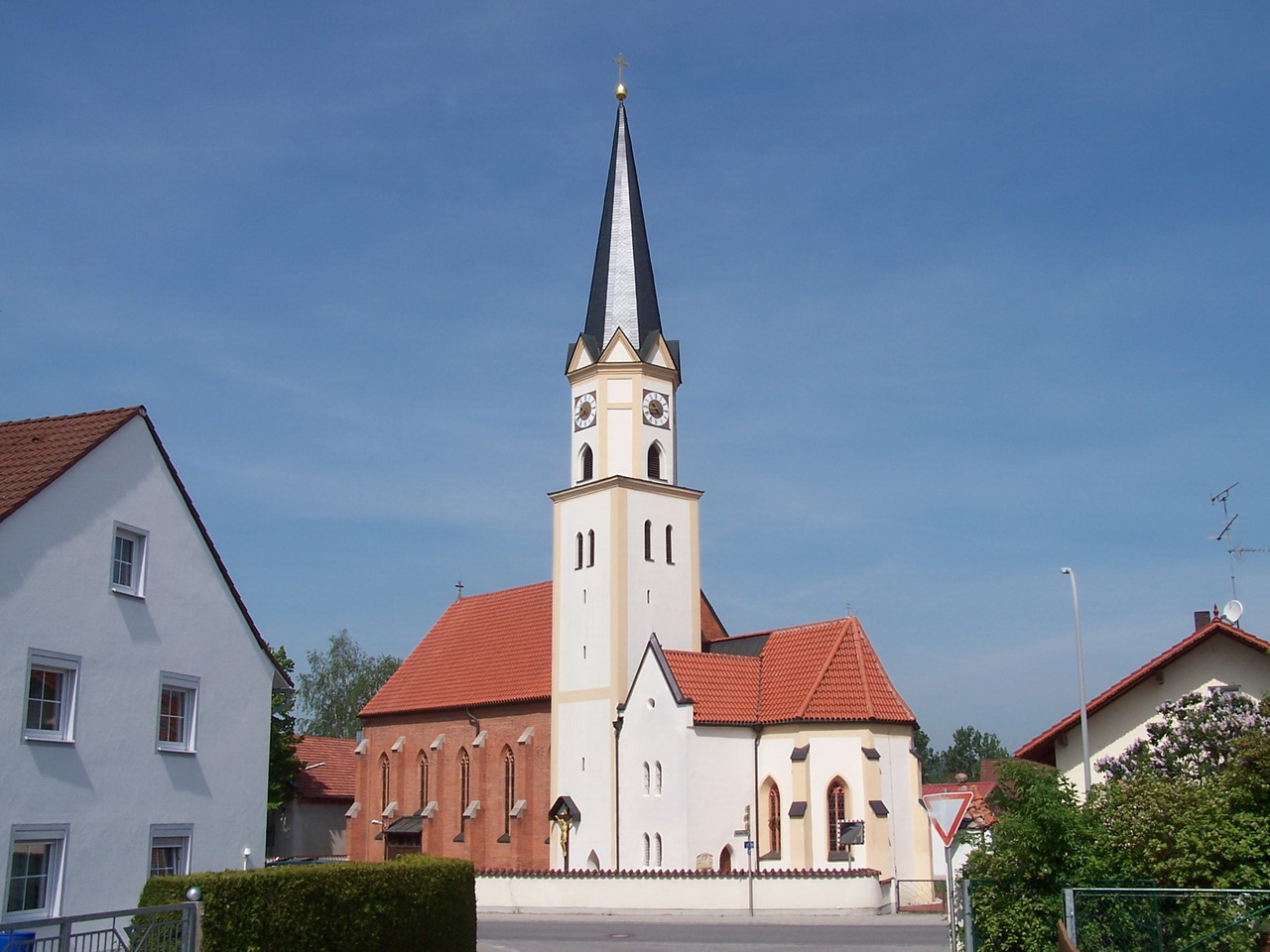
Kirche Mariä Himmelfahrt in Hüttenkofen

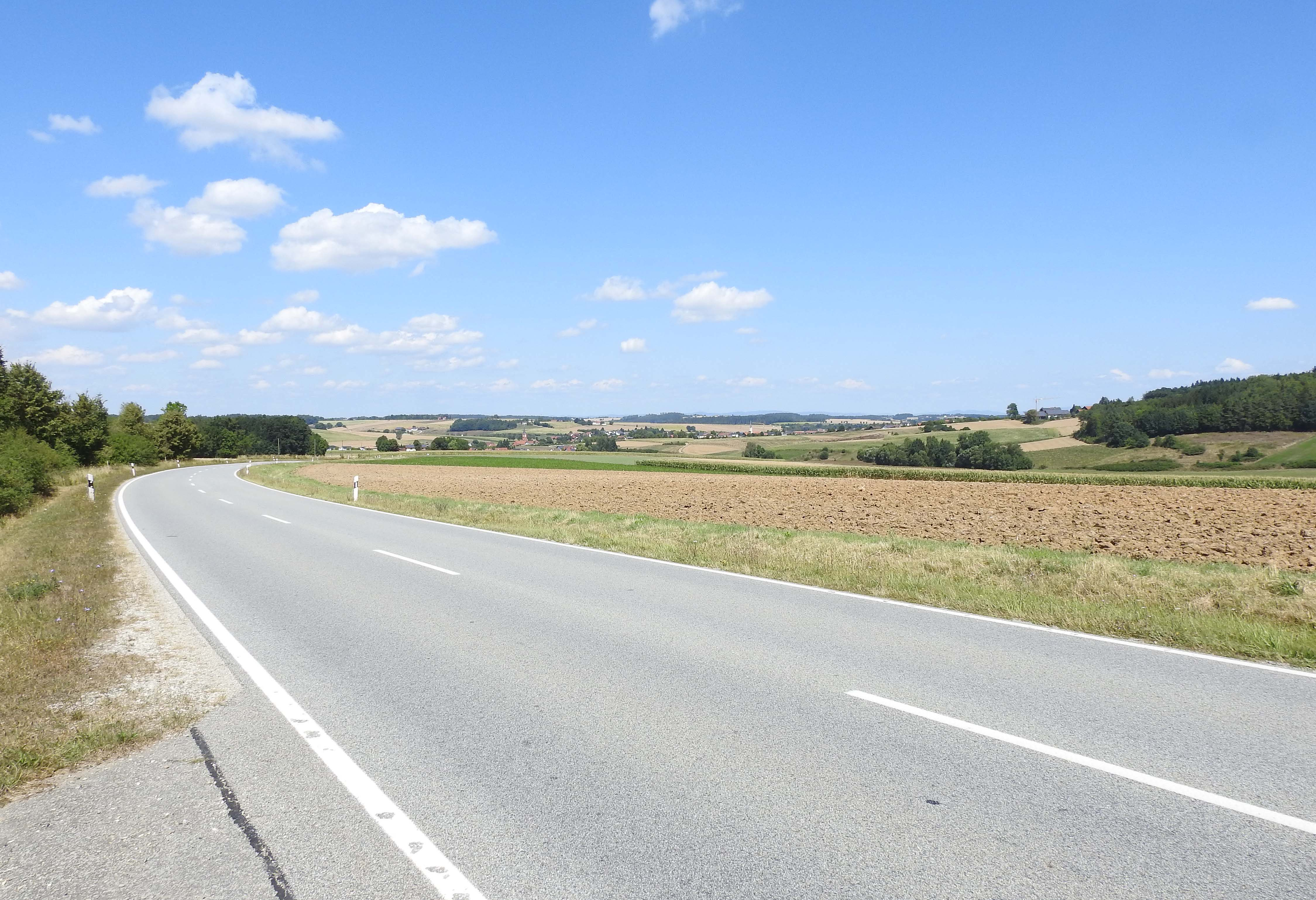
Mengkofen von Süden

Mengkofen ist eine Gemeinde im niederbayerischen Landkreis Dingolfing-Landau. 

## Geographie

### Lage
Mengkofen liegt im Aitrachtal, das zum tertiären Hügelland gehört.

### Gemeindegliederung
Es gibt 110 Gemeindeteile:
- Altendorf
- Auholz
- Berg
- Birket
- Bräugraben
- Brettbach
- Bruckhof
- Brunnholz
- Buchwald
- Dengkofen
- Eck
- Eckhof
- Eisental
- Esterthal
- Ettenkofen
- Feldkirchen
- Frauenthal
- Furth
- Gern
- Ginhart
- Großlug
- Grünleiten
- Haberdorn
- Hagenau
- Hammelhof
- Hanny
- Haunhart
- Haunmühle
- Haunsdorf
- Hausenthal
- Heinzleck
- Hinflucht
- Hochstraß
- Hofdorf
- Hofstetten
- Hönigsbach
- Huchelwies
- Hueb
- Hüttenkofen
- Hüttleiten
- Kirchlehen
- Klausen
- Kleinhaslau
- Kleinlug
- Kleinweichshofen
- Kohlschlag
- Kothlacken
- Krottenthal
- Kupfermühl
- Leppersberg
- Limbach
- Lohe
- Lueg
- Martinsbuch
- Mauka
- Meising
- Mengkofen
- Mißlbach
- Muckenwinkel
- Mühlhausen
- Multham
- Murrenkreuth
- Neukreit
- Neukreut
- Niederreuth
- Niedertunding
- Oberallmannsbach
- Oberbibelsbach
- Oberhirschwell
- Oberhütt
- Oberreuth
- Obersalhof
- Obersteinbach
- Obertunding
- Oberwackerstall
- Ottending
- Pfarrholz
- Pramersbuch
- Pramwinkl
- Puchhausen
- Radlkofen
- Rasch
- Raschen
- Rauheck
- Rauhleiten
- Reifberg
- Reith
- Rogau
- Rumplmühl
- Schönrain
- Sommeracker
- Steinbach
- Steinbühl
- Stolzenberg
- Süßkofen
- Süßwies
- Tunzenberg
- Unterallmannsbach
- Unterhirschwell
- Unterhütt
- Unterneiger
- Untersalhof
- Unterwackerstall
- Vogelsang
- Wackerstall
- Waldhof
- Weichshofen
- Weitenhülln
- Wunder
- Ziegelstadel

### Gemarkungen
Die fünf Gemarkungen sind Hofdorf, Hüttenkofen, Martinsbuch, Mühlhausen und Tunzenberg.

## Geschichte

### Chronik
- In der ersten Hälfte des 12. Jahrhunderts ist um Mengkofen eine größere Grundherrschaft bekannt. Erster der Linie war ein Babo von Mengkofen.
- 1140/27/1 ist in einer Urkunde die Weihe der St. Wolfsgangkapelle zu Prüfening belegt. Gebaut wurde sie als Grablege der Familie. Genannt werden Erchinbert von Stirn (spätere Familie Altendorf und Leonsberg Abgang 1329), Wernher von Mengkofen und Babo von Zulling (bei Landau, Abgang ca. 1200).
- Wernher von Mengkofen zog 1147 (zuletzt genannt) in den zweiten Kreuzzug. Er war ein Schwertträger (miles) der Grafen von Sulzbach. Mit seinem Tod wurde der Eigenbesitz zerteilt (Stirn/Zulling/Abensberg). Mit Erbtochter Sophie, die Frau Graf Gebhards von Abensberg ging der Besitz in Mengkofen an die Abensberger. Zu Mengkofen saßen nun Ministeriale des Grafen, welche sich auch bald danach nannten.
- 19. Dezember 1253: Erstmals erscheint der Name Mengkofen (auch: Menchofer, Maeinhover, Mengkofer) in einem Friedensvertrag zwischen Bischof Albert von Regensburg und den Herzögen Ludwig und Heinrich von Bayern als Schiedsrichter. Berthold der Maeinchover, der samt seiner Tochter Margarethe, Ehefrau des Ulrich von Teisbach, in einer Teisbacher Gerichtsurkunde vom 26. Februar 1296 Erwähnung fand.
- Ulrich der Menchofer zu Choelnpach (heute Großköllnbach) erscheint als Gerichtsbeisitzer in einer Gerichtsurkunde von Leonsberg 1378, als Taidinger in einer Landshuter Gerichtsurkunde von 1396 und Vertragsschließender in einer Güterabtretungsurkunde von 1409.
- Als Pfleger von Erding benennt eine Dingolfinger Gerichtsurkunde von 1335 den Chunrat den Memchofaer als Richter von Leonsberg 1378 eine Leonsberger Gerichtsurkunde Hans den Menchover.
- Das große handschriftliche Wappenwerk des herzoglich-bayerischen Archivars Lieb, das ungefähr 1600 bis 1609 entstand, erwähnt für das Jahr 1358 den bereits genannten Hans den Mechover mit dem Beisatz „zu Salach“, zu 1411 Erhard Menkhofer „Pfleger am Frauenhaus“ im „baierischen“ Krieg (d. h. im bayerisch-pfälzische Erbfolgekrieg von 1504/1505). Dieser Mengkofer scheint der letzte seines Stammes gewesen zu sein. Seit 1570 sind urkundlich schon andere Besitzer der ehemals großen Mengkofen’schen Besitzungen nachweisbar, welche wahrscheinlich keine blutsmäßigen Abkömmlinge der Familie waren.
- Als Wahrzeichen der ältesten Ortsherrschaft versinnbildlicht das Wappen mit der Bärentatze ein großes Stück Ortsgeschichte. Die Form des Wappenschildes und die Darstellung der Wappenfigur lehnen sich an die ältesten Vorlagen in den Siegelabdrücken aus den Jahren 1335 und 1378 an.
- 4. Mai 1939, nach Erledigung einiger Formalitäten kam eine von Reichsstatthalter Franz von Epp (NSDAP) persönlich unterzeichnete Urkunde, mit beigelegtem Wappen, das eine schwarze, gekrümmte, rotbewehrte Bärentatze auf goldenem Grund zeigt. Damit wurde der Gemeinde Mengkofen das Recht verliehen, dieses bis heute genutzte Wappen zu führen.

### Eingemeindungen
Das unmittelbar südwestlich von Mengkofen gelegene Weichshofen wurde bereits am 1. Januar 1946 auf Anweisung der örtlichen Dienststelle der US-Militärregierung nach Mengkofen eingegliedert. Diese Eingemeindung wurde jedoch zwischen 1947 und 1949 vom Bayerischen Innenministerium wieder rückgängig gemacht. Die endgültige Eingemeindung erfolgte dann am 1. Januar 1971 im Zuge der Gebietsreform in Bayern. Am 1. Januar und 1. Juli 1972 kamen weitere Gemeinden hinzu. Am 1. Mai 1978 wurde die Reihe der Eingemeindungen mit der Eingliederung von Hüttenkofen, Mühlhausen (früher im Landkreis Mallersdorf) und Süßkofen (ebenfalls früher im Landkreis Mallersdorf; mit den am 1. Januar 1970 eingegliederten Teilen der ehemaligen Gemeinde Asbach) abgeschlossen.

Die Gemeinden des früheren Landkreises Dingolfing

| Gemeinde    | Gemarkung   | Fläche ha | Einwohner (1970) | Eingemeindungs- datum |
| ----------- | ----------- | --------- | ---------------- | --------------------- |
| Hofdorf     | Hofdorf     | 968,91    | 357              | 01.01.1972            |
| Hüttenkofen | Hüttenkofen | 697,98    | 287              | 01.05.1978            |
| Martinsbuch | Martinsbuch | 1093,03   | 448              | 01.07.1972            |
| Mühlhausen  | Mühlhausen  | 656,09    | 281              | 01.05.1978            |
| Puchhausen  | Hüttenkofen | 1181,92   | 463              | 01.01.1972            |
| Süßkofen    | Mühlhausen  | 1345,86   | 545              | 01.05.1978            |
| Tunding     | Tunzenberg  | 574,82    | 331              | 01.01.1971            |
| Tunzenberg  | Tunzenberg  | 924,86    | 328              | 01.01.1971            |
| Weichshofen | Hofdorf     | 317,07    | 335              | 01.01.1971            |

### Einwohnerentwicklung
Im Zeitraum 1988 bis 2018 wuchs die Gemeinde von 4387 auf 6114 um 1727 Einwohner bzw. um 39,4 %.

## Politik

### Gemeinderat
In der Periode 2020 bis 2026 hat der Gemeinderat von Mengkofen 20 Mitglieder, dazu kommt noch der erste Bürgermeister.
| Partei / Liste                        | 2020 | 2014 | 2008 | 2002 |
| CSU                                   | 6    | 6    | 7    | 9    |
| SPD/Aktive Bürger                     | 5    | 6    | 5    | 4    |
| Aitrachtaler Bürgerliste/Freie Wähler | 4    | 6    | 6    | 7    |
| Tundinger Bürgerliste                 | 2    | 2    | 2    | –    |
| Für die Aitrachtaler                  | 3    | –    | –    | –    |
| Gesamt                                | 20   | 20   | 20   | 20   |

### Bürgermeister
Erster Bürgermeister ist Thomas Hieninger (CSU); dieser wurde in einer Stichwahl am 29. März 2020 mit 62,7 % der Stimmen gewählt und trat das Amt am 1. Mai 2020 an. 2008 wurde Karl Maier (Aitrachtaler Bürgerliste/Freie Wähler) zum Bürgermeister gewählt und 2014 ohne Gegenkandidat im Amt bestätigt. Er war zuvor zweiter Bürgermeister unter seinem Vorgänger Josef Forster (†). Der CSU-Politiker Forster war von 1996 bis 2008 Bürgermeister von Mengkofen. Dessen Amtsvorgänger Johann Spielbauer (ebenfalls CSU) führte die Gemeinde seit der Gebietsreform in den 1970er Jahren.
Zweiter Bürgermeister ist seit 2008 (2014 und 2020 wiedergewählt) Josef Koch (SPD/Aktive Bürger).

## Wappen
| Wappen Gde. Mengkofen | Blasonierung: „In Gold eine rot bewehrte schwarze Bärentatze“ |
| Wappen Gde. Mengkofen | Wappenbegründung: Das Gemeindewappen entspricht dem Stammwappen des in Niederbayern reich begüterten Ortsadelsgeschlechts der Mengkofer, die im Dienst der Wittelsbacher standen. Eine Legende besagt, dass das Wappen von Sigfridus dem Menníchhofer stammt. Er soll auf seinem Weg nach Mengkofen einen Kampf mit einem Bären gehabt haben. Deshalb sind die Krallen der Bärentatze auch rot dargestellt. Das Wappen ist auf Siegeln seit Anfang des 14. Jahrhunderts belegt. Das Wappen wurde durch den Erlass des Reichsstatthalters in Bayern vom 4. März 1939 verliehen. |

## Sehenswürdigkeiten

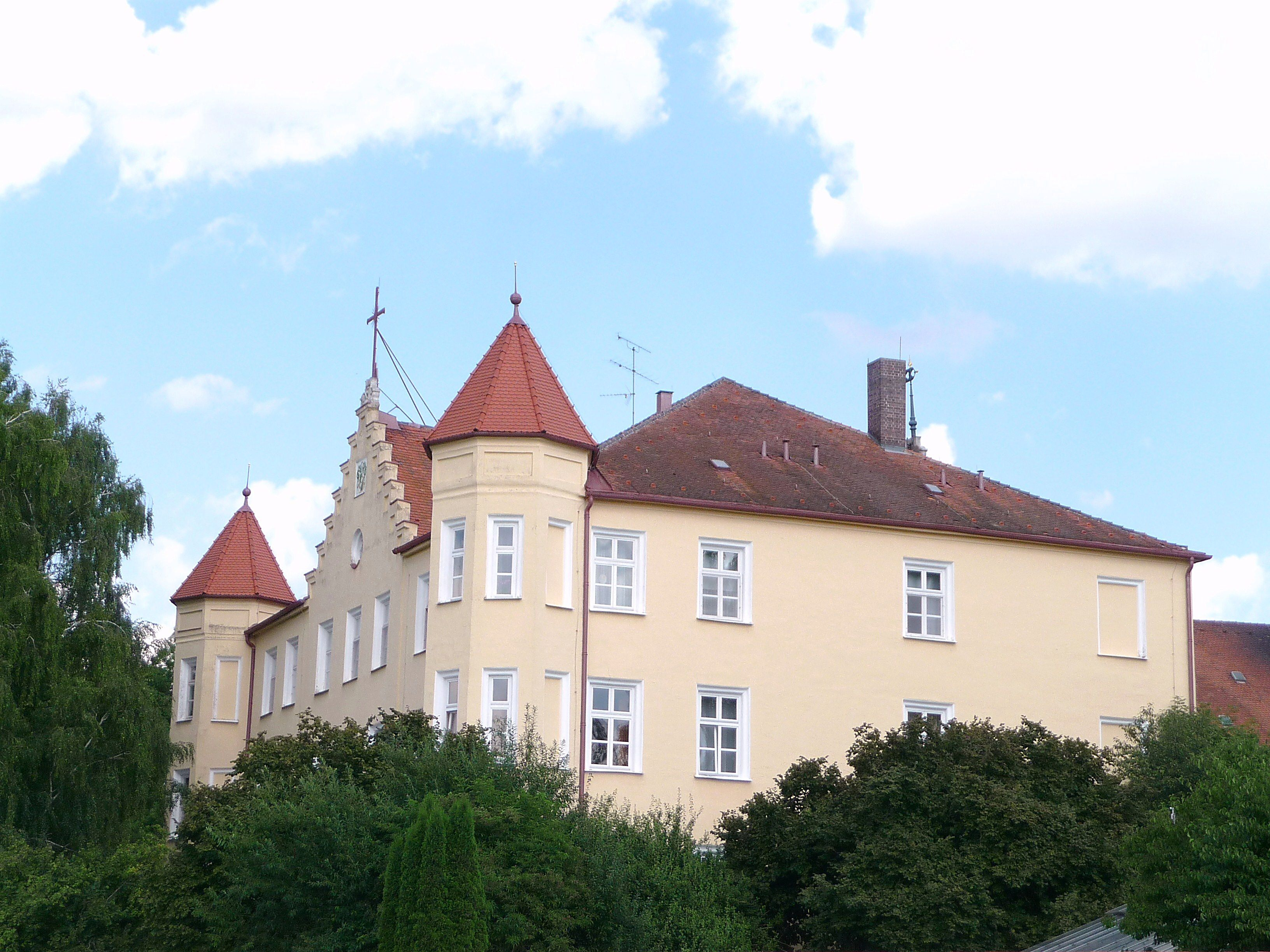
Schloss (Kloster) Mengkofen

- Die katholische Filialkirche Mariä Himmelfahrt in Hüttenkofen. Der Langhausneubau in Blankziegeln aus dem Jahre 1852 stammt vom Architekten Leonhard Schmidtner.

- Kirche St. Georg in Weichshofen aus dem Jahre 1886 (diese Kirche wird hauptsächlich benutzt, da sie die größte ist)

- Kirche Mariä Verkündigung in Mengkofen aus dem Jahr 1722.

Zu dieser Kirche gibt es eine Geschichte:
Die erste Kirche stand im „drendan Dorf“, was heißt auf der anderen Seite der Aiterach, ein größerer Bach, der zur Donau hinfließt. Um vom Schloss aus zur Kirche zu gelangen, musste man die Aiterach überqueren.
Als das Ehepaar von Lerchenfeld eines Tages von der Kirche zurückfuhr, stürmte es schrecklich und der Bach war zu einem Fluss angeschwollen. Als sie nun auf der alten Holzbrücke fuhren, stürzte diese ein und mit ihr auch die Kutsche. Als sie von den Fluten mitgerissen wurden, sagte Franz-Adam von Lerchenfeld: Wenn wir hier lebendig rauskommen, baue ich an der anderen Seite des Dorfes eine neue, größere Kirche. Wie durch ein Wunder zogen die Rösser die Kutsche aus dem Wasser. Franz-Adam von Lerchenfeld hat sein Versprechen eingehalten und baute die Kirche.
Man vermutet, dass die zwei Figuren am Hochaltar die Gesichtszüge ihrer Erbauer tragen.
Links Franz-Adam von Lerchenfeld als heiliger Franz von Sales und rechts seine Ehefrau Margarethe von Lerchenfeld als heilige Margarethe. In der Mitte des Altars, auf dem Tabernakel steht eine Figur. Sie zeigt einen Pelikan der sich seinen Jungen opfert. Dies sollte darstellen, dass sich Jesus für uns geopfert hat. Das Bild am Hochaltar zeigt die Verkündigung von Engel Gabriel an Maria, dass sie ein Kind zur Welt bringen werde. Dieses Altarbild wurde erst in der zweiten Hälfte des 20. Jahrhunderts angefertigt. Von dem vorigen Gemälde sind noch einige Fotoaufnahmen erhalten. Am linken Seitenaltar ist der heilige Nikolaus von Tolentino dargestellt.
In der Kirche sind fünf Steinplatten eingemauert. Hinter den meisten (vier) sind wahrscheinlich Menschen bestattet. Der Erbauer der Kirche selbst, nämlich Franz Adam Joseph von Lerchenfeld, ist am rechten Rand der Kirche bestattet.
- Schloss Mengkofen, ab 1951 Kloster der Barmherzigen Schwestern vom heiligen Kreuz, zuvor Flüchtlingsunterkunft. Dem Orden dient es als Alterssitz. Im östlichen Seitenflügel ist ein unter ihrer Trägerschaft stehender Kindergarten untergebracht. Das neueste Gebäude des Klosters, das sich südlich entlang des Bräugrabens in die Gartenanlagen erstreckt, dient mittlerweile mitsamt der profanierten Kreuzkapelle einer Fachklinik für Rehabilitation. Das dreigeschossige Hauptgebäude der relativ großzügigen Schlossanlage mit Ecktürmen und Treppengiebeln wurde 1842 nach einem Brand neu erbaut. Das alte Schloss war größer, verfügte über eine eigene Kirche und vielem mehr.

## Altersstruktur
| Alter              | Gesamt | Männlich | Weiblich |
| ------------------ | ------ | -------- | -------- |
| 80 Jahre und älter | 326    | 126      | 200      |
| 66 bis 79 Jahre    | 704    | 367      | 337      |
| 60 bis 65 Jahre    | 669    | 348      | 321      |
| 50 bis 59 Jahre    | 1091   | 560      | 531      |
| 40 bis 49 Jahre    | 870    | 481      | 389      |
| 30 bis 39 Jahre    | 912    | 508      | 404      |
| 19 bis 29 Jahre    | 810    | 435      | 375      |
| 16 bis 18 Jahre    | 161    | 78       | 83       |
| 7 bis 15 Jahre     | 521    | 240      | 281      |
| 4 bis 6 Jahre      | 186    | 107      | 79       |
| 0 bis 3 Jahre      | 222    | 125      | 97       |
| Gesamt:            | 6472   | 3375     | 3097     |

Diese Tabelle zeigt die Einwohnerzahl der Haupt- und Nebenwohnsitze.
Die Zahl der Einwohner mit Hauptwohnsitz beträgt 6191.
Stand: 11. November 2022

## Persönlichkeiten
- Josef Echinger (1841–1911), Posthalter, Bürgermeister und Mitglied des Deutschen Reichstags
- Franz Xaver Eßlinger (1859–1918?), Brauereibesitzer und Mitglied des Deutschen Reichstags